# Дискография на Фифт Хармъни

## Албуми

### Студийни албуми
| Албум         | Детайли                                                                              | Позиция в класация | Позиция в класация                                                                    | Позиция в класация | Позиция в класация | Позиция в класация | Позиция в класация | Позиция в класация | Позиция в класация | Позиция в класация | Позиция в класация | Продажби                  | Сертификати |    |    |                           |            |
| ------------- | ------------------------------------------------------------------------------------ | ------------------ | ------------------------------------------------------------------------------------- | ------------------ | ------------------ | ------------------ | ------------------ | ------------------ | ------------------ | ------------------ | ------------------ | ------------------------- | ----------- | -- | -- | ------------------------- | ---------- |
| Албум         | Детайли                                                                              | Reflection         | - Издаден: 3 февруари 2015 - Формат: CD, дигитално сваляне, LP - Компания: Epic, Syco | 5                  | 16                 | —                  | 8                  | 111                | —                  | —                  | 8                  | Продажби                  | Сертификати | 26 | 18 | Свят: 500 000 - : 160 000 | - : Златен |
| 7/27          | - Издаден: 27 май 2016 - Формат: CD, дигитално сваляне, LP - Компания: Epic, Syco    | 4                  | 8                                                                                     | 34                 | 3                  | 46                 | 41                 | 20                 | 8                  | 6                  | 6                  | Свят: 500 000 - : 300 000 | - : Златен  |    |    |                           |            |
| Fifth Harmony | - Издаден: 25 август 2017 - Формат: CD, дигитално сваляне, LP - Компания: Epic, Syco | 4                  | 9                                                                                     | 41                 | 7                  | 44                 | 56                 | 16                 | 7                  | 21                 | 10                 | Свят: 300 000             |             |    |    |                           |            |

### EP-та
| Детайли | Позиция в класация                                                                                 | Позиция в класация |   |
| --- | -------------------------------------------------------------------------------------------------- | ------------------ | - |
| Детайли | Better Together - Издаден: 18 октомври 2013 - Формат: CD, дигитално сваляне - Компания: Epic, Syco | 18                 | 6 |
| Juntos - Издаден: 8 ноември 2013 - Формат: дигитално сваляне - Компания: Epic, Syco                        | —                                                                                                  | —                  |   |
| Juntos: Acoustic - Издаден: 8 ноември 2013 - Формат: дигитално сваляне - Компания: Epic, Syco              | —                                                                                                  | —                  |   |
| Better Together: Acoustic - Издаден: 15 ноември 2013 - Формат: дигитално сваляне - Компания: Epic, Syco    | —                                                                                                  | 189                |   |
| Better Together: The Remixes - Издаден: 25 ноември 2013 - Формат: дигитално сваляне - Компания: Epic, Syco | —                                                                                                  | —                  |   |
| Spotify Singles - Издаден: 5 декември 2017 - Формат: стрийминг аудио - Компания: Epic, Syco                | —                                                                                                  | —                  |   |

## Сингли
| Година | Заглавие                                        | Позиция в класация | Позиция в класация | Позиция в класация | Позиция в класация | Позиция в класация | Позиция в класация | Позиция в класация | Позиция в класация | Позиция в класация | Позиция в класация | Сертификати | Албум         |   |   |            |                 |
| ------ | ----------------------------------------------- | ------------------ | ------------------ | ------------------ | ------------------ | ------------------ | ------------------ | ------------------ | ------------------ | ------------------ | ------------------ | --- | ------------- | - | - | ---------- | --------------- |
| Година | Заглавие                                        | 2013               | Miss Movin' On     | 76                 | —                  | —                  | —                  | —                  | —                  | —                  | 27                 | Сертификати | Албум         | — | — | - : Златен | Better Together |
| 2014   | Boss                                            | 43                 | —                  | —                  | 75                 | —                  | —                  | —                  | —                  | —                  | 21                 | - : Платинен | Refection     |   |   |            |                 |
| 2014   | Sledgehammer                                    | 40                 | 88                 | —                  | 63                 | —                  | —                  | —                  | 36                 | 75                 | 112                | - : Платинен - : Златен - : Златен | Refection     |   |   |            |                 |
| 2015   | Worth It (с участието на Кид Инк)               | 12                 | 9                  | 23                 | 12                 | 15                 | 16                 | 32                 | 31                 | 63                 | 3                  | - : 3 пъти платинен - : Златен - : 2 пъти платинен - : 2 пъти платинен - : Златен - : Платинен - : Платинен - : Платинен                                                  | Refection     |   |   |            |                 |
| 2016   | Work From Home (с участието на Тай Дола Сайн)   | 4                  | 3                  | 9                  | 4                  | 17                 | 7                  | 18                 | 1                  | 8                  | 2                  | - : 4 пъти платинен - : Платинен - : 5 пъти платинен - : Златен - : 4 пъти платинен - : Платинен - : Платинен - : 2 пъти платинен - : 2 пъти платинен - : 4 пъти платинен | 7/27          |   |   |            |                 |
| 2016   | All In My Head (Flex) (с участието на Фети Уеп) | 24                 | 19                 | —                  | 21                 | —                  | —                  | 66                 | 8                  | —                  | 25                 | - : Платинен - : Сребърен - : Платинен - : Платинен - : Златен - : Златен                                                                                                 | 7/27          |   |   |            |                 |
| 2016   | That's My Girl                                  | 73                 | 54                 | —                  | 54                 | —                  | —                  | —                  | —                  | —                  | 26                 | - : Сребърен | 7/27          |   |   |            |                 |
| 2017   | Down (с участието на Гучи Мейн)                 | 42                 | 66                 | —                  | 46                 | 73                 | —                  | —                  | —                  | 85                 | 47                 | - : Златен | Fifth Harmony |   |   |            |                 |
| 2017   | He Like That                                    | —                  | —                  | —                  | —                  | —                  | —                  | —                  | —                  | —                  | —                  | | Fifth Harmony |   |   |            |                 |
| 2017   | Por Favor (с участието на Питбул)               | —                  | —                  | —                  | —                  | —                  | —                  | —                  | —                  | —                  | —                  | | Fifth Harmony |   |   |            |                 |

## Музикални видеоклипове
| Видеоклип                         | Премиера | Албум             | Режисьор         |
| --------------------------------- | -------- | ----------------- | ---------------- |
| „Miss Movin' On“                  | 2013     | Better Together   | Hannah Lux Davis |
| „Me & My Girls“                   | 2013     | Better Together   | Hannah Lux Davis |
| „Boss“                            | 2014     | Reflection        | Fatima Robinson  |
| „Sledgehammer“                    | 2014     | Reflection        | Fatima Robinson  |
| „All I Want for Christmas is You“ | 2014     | Невключен в албум | Nigel Dick       |
| „Worth It“                        | 2015     | Reflection        | Cameron Duddy    |
| „I'm In Love With a Monster“      | 2015     | Невключен в албум | Matt Stawski     |
| „Work From Home“                  | 2016     | 7/27              | Director X       |
| Write On Me                       | 2016     | 7/27              | Sam Lecca        |
| All in My Head (Flex)             | 2016     | 7/27              | Director X       |
| That's My Girl                    | 2016     | 7/27              | Hannah Lux Davis |
| Down                              | 2017     | Fifth Harmony     | James Larese     |
| Angel                             | 2017     | Fifth Harmony     | David Camarena   |
| He Like That                      | 2017     | Fifth Harmony     |                  |